# Droga krajowa nr 91 (Polska)
Droga krajowa nr 91 – droga krajowa klasy GP łącząca Gdańsk, Toruń, Włocławek, Łódź, Piotrków Trybunalski, Radomsko, Częstochowę oraz Podwarpie. Przebiega przez województwa: pomorskie, kujawsko-pomorskie, łódzkie i śląskie. Przed wybudowaniem autostrady A1 oznaczona numerem 1 i stąd przez kierowców bywa nazywana starą jedynką.
W latach 1985–2000 numer 91 przypisany był do drogi Gliwice – Rybnik – Wodzisław Śląski – Chałupki – granica państwa. Od 2000 roku ta droga krajowa posiada numer 78.
Według rozporządzenia GDDKiA z 3 sierpnia 2020 roku droga krajowa nr 91 obejmuje także odcinek z Częstochowy do Podwarpia. Zmiana weszła w życie w czwartym kwartale 2020 roku.
W latach 2019–2020 rozebrano i postawiono na nowo estakadę w Przechowie. W 2022 rozpoczęta zostanie modernizacja odcinka od Przechowa do drogi wojewódzkiej nr 550 w Stolnie, z wyjątkiem mostu na Wiśle. Prace o wartości blisko 67,5 mln zł będą realizowane przez konsorcjum firm Kobylarnia i Mirbud.
Od 3 sierpnia 2021 roku częstochowski odcinek trasy nr 91 pomiędzy ul. Legionów a ul. Rakowską jest przebudowywany. Remont trasy potrwa do II połowy 2023 roku.
7 lipca 2023 roku droga na długości 31 km została pozbawiona kategorii drogi krajowej na terenie Łodzi i okolic od ronda w rejonie węzła Emilia do węzła Rzgów S8 w woj. łódzkim.
Na podstawie Zarządzenia nr 6 Generalnego Dyrektora Dróg Krajowych i Autostrad z dnia 3 kwietnia 2024 roku w sprawie nadania numerów drogom krajowym, przebieg DK91 uległ zasadniczej zmianie w okolicach Łodzi. Droga została poprowadzona od węzła Emilia, następnie wspólnym przebiegiem z drogą ekspresową S14 do węzła Róża, a następnie wspólnym przebiegiem z S8 i DK12 do węzła Rzgów.

## Historia numeracji
Na przestrzeni lat trasa posiadała różne oznaczenia i klasyfikacje:

| Numer | Numer   | Kategoria                             | Przebieg | Lata obowiązywania                                            | Źródło | Uwagi |
| ----- | ------- | ------------------------------------- | --- | ------------------------------------------------------------- | --- | --- |
| 2     | 2       | b.d.                                  | Gdańsk – granica państwa | ? – 1939                                                      | Der Große Conti-Atlas für Kraftfahrer 1:500 000, wyd. 18, Hannover: Kartographischer Verlag der Continental Caoutchouc-Compagnie G.m.b.H., 1938 (niem.). Brak numerów stron w książce | odcinek przebiegający na terenie Wolnego Miasta Gdańsk |
| 1     | 1       | droga państwowa                       | (Gdańsk) – granica państwa – Miłobądz – Tczew – Gniew – Nowe – Dolna Grupa                                                                                        | lata 30. XX w. – 1952                                         | Zygmunt Jaworski, Mapa samochodowa Polski (stan dróg) rok 1939/1940, Tadeusz Musiał, 1939. Brak numerów stron w książce | podczas okupacji niemieckiej istniała jako Reichsstraße 380 |
| 18/5  | 18/5    | droga państwowa                       | Dolna Grupa – Świecie | lata 30. XX w. – 1952                                         | Zygmunt Jaworski, Mapa samochodowa Polski (stan dróg) rok 1939/1940, Tadeusz Musiał, 1939. Brak numerów stron w książce | 1. odgałęzienie drogi państwowej nr 18 2. podczas okupacji niemieckiej istniała jako Reichsstraße 380 |
| 18/2  | 18/2    | droga państwowa                       | Świecie – Chełmno – Toruń | lata 30. XX w. – 1952                                         | Zygmunt Jaworski, Mapa samochodowa Polski (stan dróg) rok 1939/1940, Tadeusz Musiał, 1939. Brak numerów stron w książce | 1. odgałęzienie drogi państwowej nr 18 2. podczas okupacji niemieckiej istniała jako: - Reichsstraße 381 Schönau (Przechowo) – Stoina (Stolno) - Reichsstraße 129 Stoina – Litzmannstadt (Łódź) – granica z Generalnym Gubernatorstwem |
| 17/5  | 17/5    | droga państwowa                       | Toruń – Ciechocinek – Nieszawa – Włocławek | lata 30. XX w. – 1952                                         | Zygmunt Jaworski, Mapa samochodowa Polski (stan dróg) rok 1939/1940, Tadeusz Musiał, 1939. Brak numerów stron w książce | odgałęzienie drogi państwowej nr 17 |
| 17/3  | 17/3    | droga państwowa                       | Włocławek – Kowal – Lubień – Krośniewice | lata 30. XX w. – 1952                                         | Zygmunt Jaworski, Mapa samochodowa Polski (stan dróg) rok 1939/1940, Tadeusz Musiał, 1939. Brak numerów stron w książce | odgałęzienie drogi państwowej nr 17 |
| 16/1  | 16/1    | droga państwowa                       | Krośniewice – Topola – Łęczyca – Łódź | lata 30. XX w. – 1952                                         | Zygmunt Jaworski, Mapa samochodowa Polski (stan dróg) rok 1939/1940, Tadeusz Musiał, 1939. Brak numerów stron w książce | odgałęzienie drogi państwowej nr 16 |
| 14/1  | 14/1    | droga państwowa                       | Łódź – Rzgów – Piotrków | lata 30. XX w. – 1952                                         | Zygmunt Jaworski, Mapa samochodowa Polski (stan dróg) rok 1939/1940, Tadeusz Musiał, 1939. Brak numerów stron w książce | odgałęzienie drogi państwowej nr 14 |
| ?     | ?       | b.d.                                  | Piotrków – Rozprza – Gorzkowice – Kamieńsk | lata 30. XX w. – 1952                                         | Zygmunt Jaworski, Mapa samochodowa Polski (stan dróg) rok 1939/1940, Tadeusz Musiał, 1939. Brak numerów stron w książce | nieznana numeracja |
| 14    | 14      | droga państwowa                       | Kamieńsk – Radomsko – Kłomnice – Częstochowa | lata 30. XX w. – 1952                                         | Zygmunt Jaworski, Mapa samochodowa Polski (stan dróg) rok 1939/1940, Tadeusz Musiał, 1939. Brak numerów stron w książce | |
| 36    | E16 E83 | droga państwowa, droga międzynarodowa | Gdańsk – Pruszcz Gd. – Tczew – Czarlin – Gniew – Nowe – Dolna Grupa – Świecie – Przechowo                                                                         | - krajowy: 1952(?) – 14 II 1986 - międzynarodowy: 1962 – 1985 | - Mapa samochodowa Polski 1:1 000 , Warszawa: Państwowe Przedsiębiorstwo Wydawnictw Kartograficznych, 1962. Brak numerów stron w książce - Atlas samochodowy Polski 1:500 000. Wyd. IV. Warszawa: Państwowe Przedsiębiorstwo Wydawnictw Kartograficznych, 1965. Brak numerów stron w książce - Mapa samochodowa Polski 1:1 000 , wyd. jedenaste, Warszawa: Państwowe Przedsiębiorstwo Wydawnictw Kartograficznych, 1972. Brak numerów stron w książce - Samochodowy atlas Polski 1:500 000. Wyd. V. Warszawa: Państwowe Przedsiębiorstwo Wydawnictw Kartograficznych, 1979. ISBN 83-7000-017-7. Brak numerów stron w książce - Samochodowy atlas Polski 1:500 000. Wyd. IX. Warszawa: Państwowe Przedsiębiorstwo Wydawnictw Kartograficznych, 1985. Brak numerów stron w książce | numeracja krajowa nieużywana prawdopodobnie od lat 70. XX w. |
| 36    | E16     | droga państwowa, droga międzynarodowa | Przechowo – Chełmno – Chełmża – Toruń – Nieszawa – Włocławek – Kowal – Lubień – Krośniewice – Łęczyca – Ozorków – Zgierz – Łódź – Rzgów – Tuszyn – Piotrków Tryb. | - krajowy: 1952(?) – 14 II 1986 - międzynarodowy: 1962 – 1985 | - Mapa samochodowa Polski 1:1 000 , Warszawa: Państwowe Przedsiębiorstwo Wydawnictw Kartograficznych, 1962. Brak numerów stron w książce - Atlas samochodowy Polski 1:500 000. Wyd. IV. Warszawa: Państwowe Przedsiębiorstwo Wydawnictw Kartograficznych, 1965. Brak numerów stron w książce - Mapa samochodowa Polski 1:1 000 , wyd. jedenaste, Warszawa: Państwowe Przedsiębiorstwo Wydawnictw Kartograficznych, 1972. Brak numerów stron w książce - Samochodowy atlas Polski 1:500 000. Wyd. V. Warszawa: Państwowe Przedsiębiorstwo Wydawnictw Kartograficznych, 1979. ISBN 83-7000-017-7. Brak numerów stron w książce - Samochodowy atlas Polski 1:500 000. Wyd. IX. Warszawa: Państwowe Przedsiębiorstwo Wydawnictw Kartograficznych, 1985. Brak numerów stron w książce | numeracja krajowa nieużywana prawdopodobnie od lat 70. XX w. |
| 16    | E16     | droga państwowa, droga międzynarodowa | Piotrków Tryb. – Kamieńsk – Radomsko – Kłomnice – Częstochowa | - krajowy: 1952(?) – 14 II 1986 - międzynarodowy: 1962 – 1985 | - Mapa samochodowa Polski 1:1 000 , Warszawa: Państwowe Przedsiębiorstwo Wydawnictw Kartograficznych, 1962. Brak numerów stron w książce - Atlas samochodowy Polski 1:500 000. Wyd. IV. Warszawa: Państwowe Przedsiębiorstwo Wydawnictw Kartograficznych, 1965. Brak numerów stron w książce - Mapa samochodowa Polski 1:1 000 , wyd. jedenaste, Warszawa: Państwowe Przedsiębiorstwo Wydawnictw Kartograficznych, 1972. Brak numerów stron w książce - Samochodowy atlas Polski 1:500 000. Wyd. V. Warszawa: Państwowe Przedsiębiorstwo Wydawnictw Kartograficznych, 1979. ISBN 83-7000-017-7. Brak numerów stron w książce - Samochodowy atlas Polski 1:500 000. Wyd. IX. Warszawa: Państwowe Przedsiębiorstwo Wydawnictw Kartograficznych, 1985. Brak numerów stron w książce | numeracja krajowa nieużywana prawdopodobnie od lat 70. XX w. |
| 1     | E75     | droga krajowa                         | granica państwa – Gdańsk – Pruszcz Gdański – Tczew – Świecie – Toruń – Włocławek – Krośniewice – Łęczyca – Łódź – Piotrków Trybunalski                            | • krajowy: 14 II 1986 – 2016 • europejski: 1985 – 2016        | - Uchwała nr 192 Rady Ministrów z dnia 2 grudnia 1985 r. w sprawie zaliczenia dróg do kategorii dróg krajowych (M.P. z 1986 r. nr 3, poz. 16) - Samochodowa mapa Polski 1:750 000, wyd. czwarte, Warszawa: Państwowe Przedsiębiorstwo Wydawnictw Kartograficznych, 1987. Brak numerów stron w książce - Polska: Atlas samochodowy 1:300 000. Wyd. pierwsze. Warszawa: Polskie Przedsiębiorstwo Wydawnictw Kartograficznych, 1992. ISBN 83-7000-080-0. Brak numerów stron w książce - Zarządzenie nr 6 Generalnego Dyrektora Dróg Publicznych z dnia 9 maja 2000 r. w sprawie nowych numerów dróg krajowych · (wykaz dróg w archiwum Rzeczpospolitej ) | zmiana numeracji po oddawaniu do użytku poszczególnych odcinków autostrady A1 |
| 741   | 741     | droga krajowa                         | Piotrków Trybunalski – Rozprza – Kamieńsk – Radomsko – Częstochowa                                                                                                | 14 II 1986 – 2000                                             | - Uchwała nr 192 Rady Ministrów z dnia 2 grudnia 1985 r. w sprawie zaliczenia dróg do kategorii dróg krajowych (M.P. z 1986 r. nr 3, poz. 16) - Samochodowa mapa Polski 1:750 000, wyd. czwarte, Warszawa: Państwowe Przedsiębiorstwo Wydawnictw Kartograficznych, 1987. Brak numerów stron w książce - Polska: Atlas samochodowy 1:300 000. Wyd. pierwsze. Warszawa: Polskie Przedsiębiorstwo Wydawnictw Kartograficznych, 1992. ISBN 83-7000-080-0. Brak numerów stron w książce - Polska: Mapa samochodowa 1:700 000, wyd. 1, Szczecin: Wydawnictwo Kartograficzne KOMPAS, 1996–1997, ISBN 83-904373-2-5. Brak numerów stron w książce | droga przystosowana do ruchu ciężkiego – dopuszczalny nacisk na oś do 10 ton |

## Przebieg drogi
Droga krajowa nr 91 zaczyna się przy porcie morskim Gdańsk, skąd biegnie na południe. Stanowi fragmenty tras europejskich:
- trasy europejskiej E75 (port morski Gdańsk - Gdańsk-Orunia - Pruszcz Gdański - Rusocin)
- trasy europejskiej E77 (port morski Gdańsk - Gdańsk-Orunia (węzeł POG S7 Gdańsk-Lipce))

Od Rusocina do Podwarpia droga krajowa nr 91 biegnie równolegle do autostrady A1.

## Dopuszczalny nacisk na oś
Od 13 marca 2021 roku na drodze dozwolony jest ruch pojazdów o nacisku pojedynczej osi do 11,5 tony.

### Do 13 marca 2021 r.
Wcześniej na drodze krajowej nr 91 występowały ograniczenia dopuszczalnego nacisku pojedynczej osi:
| Znak                                | Dopuszczalny nacisk | Lata obowiązywania | Odcinek |
| ----------------------------------- | ------------------- | ------------------ | --- |
| Tabliczka DK91 o białym obramowaniu | do 11,5 tony        | 2010–2012          | Gdańsk (przystań promowa) – Tczew – 1 (węzeł „Nowe Marzy”) |
| Tabliczka DK91 o białym obramowaniu | do 11,5 tony        | 201X–2021          | - Gdańsk (przystań promowa) – Tczew – 1 (węzeł „Nowe Marzy”) – Świecie – Toruń – Włocławek – Kowal – Krośniewice – Zgierz – Łódź – Głuchów - Częstochowa – Koziegłowy – Podwarpie                                                                                         |
| [ c ]                               | do 10 ton           | 2003–2005          | Głuchów – Piotrków Trybunalski – Kamieńsk – Radomsk – Kłomice – Częstochowa |
| [ c ]                               | do 10 ton           | 2005–2010          | Głuchów – Piotrków – Kamieńsk – Radomsko – Kłomice – Częstochowa |
| [ c ]                               | do 10 ton           | 2010–2015          | Głuchów 1 – Piotrków Trybunalski – Kamieńsk – Radomsko – Kłomnice – Częstochowa 1 |
| [ c ]                               | do 10 ton           | 2015–2017          | - Tuszyn (Szablon:AS-droga, węzeł „Tuszyn”) – Piotrków Trybunalski (Szablon:AS-droga, węzeł „Piotrków Trybunalski Północ”) - Piotrków Trybunalski (Szablon:AS-droga, węzeł „Piotrków Trybunalski Wschód”) – Kamieńsk – Radomsko – Kłomnice – Częstochowa Szablon:AS-droga |
| [ c ]                               | do 10 ton           | 2017–2021          | Tuszyn (Szablon:AS-droga, węzeł „Tuszyn”) – Piotrków Trybunalski (Szablon:AS-droga, węzeł „Piotrków Trybunalski Północ”) |

## Ważniejsze miejscowości leżące na trasie 91
- Gdańsk (S6, S7)
- Pruszcz Gdański
- Rusocin (A1, S6)
- Tczew
- Czarlin (DK22)
- Gniew
- Jeleń (DK90)
- Nowe
- Dolna Grupa (DK16)
- Nowe Marzy (A1, S5)
- Świecie (S5) – obwodnica S5/DK91
- Chełmno – obwodnica
- Stolno (DK55)
- Chełmża – obwodnica
- Toruń (A1, S10, DK15, DK80)
- Nowy Ciechocinek (A1)
- Włocławek (A1, DK62, DK67)
- Kowal (A1) – obwodnica
- Lubień Kujawski
- Krośniewice (DK92) – obwodnica
- Daszyna
- Topola Królewska (DK60)
- Łęczyca – obwodnica
- Ozorków – obwodnica
- Emilia (A2, S14)
- Zgierz - obwodnica S14/DK91
- Łódź - obwodnica S14/DK91 i S8/DK91
- Aleksandrów Łódzki - obwodnica S14/DK91
- Konstantynów Łódzki - obwodnica S14/DK91
- Pabianice - obwodnica S14/DK91 i S8/DK12/DK91
- Rzgów - obwodnica S8/DK12/DK91
- Tuszyn (A1)
- Głuchów (A1, DK12)
- Piotrków Trybunalski (A1, S8, DK12, DK74) - częściowo obwodnica S8
- Rozprza – obwodnica planowana
- Kamieńsk – obwodnica planowana
- Gomunice
- Radomsko (A1, DK42) – obwodnica planowana
- Częstochowa (A1, DK43, DK46)
- Koziegłowy – obwodnica
- Siewierz (DK78)
- Podwarpie (S1, DK86)